# وزارة الشئون الدينية الباكستانية
وزارة الشؤون الدينية والوئام بين الأديان (بالأردوية: وزارت مذہبی امور و بین المذاہب ہم آہنگی)‏ ، و (المختصر كـ MoRA ) هي وكالة حكومية باكستانية مسؤولة عن الأمور الدينية مثل الحج خارج باكستان، وخاصة إلى الهند للزيارات ، والمملكة العربية السعودية للعمرة والحج . كما أنها مسؤولة عن رفاهية الحجاج وسلامتهم. ويقع المقر الرئيسي للوكالة في إسلام آباد . 
تم إنشاء الوزارة من قبل رئيس الوزراء ذو الفقار علي بوتو . وكان وزيرها الأول مولانا كوثر نيازي . 

## أجنحة الوزارة
وتتكون الوزارة من عدة هيئات تابعة منها:
- الحاج
- الإدارة والمالية
- الدعوة وجناح الزيارات
- التطوير والتنسيق
- البحوث والمراجع
- الوئام بين الأديان
- مكتب شؤون الحجاج باكستان (OPAP)، المملكة العربية السعودية